# ماتالاپیتیا
ماتالاپیتیا (به لاتین: Matalapitiya) یک منطقهٔ مسکونی در سری‌لانکا است که در استان مرکزی (سری‌لانکا) واقع شده‌است.